# San Cristoforo (Bosch)
San Cristoforo è un dipinto a olio su tavola (113x71,5 cm) di Hieronymus Bosch, databile al 1496 circa e conservato nel Museo Boijmans Van Beuningen di Rotterdam.

## Storia
L'opera non ha una data certa. Baldass la collocava nello stesso periodo del San Giovanni a Patmos (1490-1500), tuttavia la maggioranza degli autori la datano tra gli anni 1504-1505. La dendrocronologia ha modificato quest'ipotesi, attribuendo il dipinto al 1496, o poco dopo.
Bosch eseguì il San Cristoforo probabilmente per l'altare della confraternita di Nostra Signora nella cattedrale di 's-Hertogenbosch, un'associazione religiosa nella quale entrò a far parte nel 1486 o nel 1487.
Collocata inizialmente in una collezione italiana e dopo in quella Koenigs di Haarlem, l'opera passò nel Museo Boymans grazie alla famiglia Beuningen nel 1940.

## Descrizione e stile
Il dipinto rappresenta un San Cristoforo, conformemente all'iconografia classica e alla Legenda Aurea di Jacopo da Varagine, come dimostrano alcuni dettagli quali il bastone che germoglia o il pesce. Secondo la tradizione cattolica, Cristoforo era un gigante cananeo il quale, convertitosi al Cristianesimo, aiutava i viandanti ad attraversare un pericoloso fiume, portandoseli sulle spalle. In un'occasione avrebbe aiutato Gesù Bambino ad attraversare il fiume; sorpreso dal peso del fanciullo, si rese conto che quest'ultimo portava sulle spalle tutti i peccati del mondo.
La composizione deriva probabilmente, negli elementi essenziali, da una stampa del Maestro di Giovanni Battista. Il santo, in primo piano, indossa un manto di colore rosso, che forma un voiluminoso drappeggio, e si mantiene a un bastone a cui è legato un pesce, simbolo della Quaresima o di Cristo stesso. È raffigurato nel momento in cui sta attraversando il fiume col Bambino Gesù sulle spalle, il quale indossa una tunica di colore marrone scuro. Entrambe le figure si muovono dietro un paesaggio dalle tonalità verde e azzurro.
Sullo sfondo, è possibile vedere un naufragio, un castello sulla cui sommità appare un drago, e una città in fiamme, tutti simboli del male. L'eremita sullo sfondo è un altro riferimento a Cristoforo stesso, cacciato dalla propria capanna, che i diavoli hanno trasformato in una brocca rotta. Dall'altro lato un uomo sta impiccando un orso.